# Vernon Heywood
Vernon Hilton Heywood (24 december 1927 - september 2022) was een Britse botanicus.
Hij was hoogleraar in de botanie aan de University of Reading in Reading (Engeland), waar hij ook hoofd was van de afdeling botanie. Ook was hij hoogleraar in de botanie aan de University of Liverpool. Hij had ereprofessoraten aan het botanische instituut van de Chinese academie van wetenschappen en de Universidad Juan Agustín Maza in het Argentijnse Mendoza. Hij was betrokken bij het MEDUSA Network dat zich richt op behoud en duurzaam gebruik van planten uit het Middellandse Zeegebied. Tevens was hij verbonden aan de Euro+Med PlantBase, een online database van vaatplanten uit Europa en het Middellandse Zeegebied. Als adviseur was hij verbonden aan het inspectiepanel van de Wereldbank, de Voedsel- en Landbouworganisatie van de Verenigde Naties (FAO), het United Nations Environment Programme, de Global Environment Facility en het Department for International Development van het Verenigd Koninkrijk. Ook trad hij op als adviseur van overheden, ministeries, universiteiten, botanische tuinen en diverse niet-gouvernementele organisaties.
Heywood was als hoofd en wetenschapper verbonden aan de afdeling Plant Conservation (bescherming van planten) van de IUCN (The World Conservation Union). Hij was van 1987 tot 1993 directeur van Botanic Gardens Conservation International, een non-profitorganisatie die botanische tuinen samen wil brengen in een samenwerkend netwerk om te komen tot het behoud van de biodiversiteit van planten. Tevens was hij vanaf 1992 voorzitter van de International Council for Medicinal and Aromatic Plants, waarna hij in deze functie werd opgevolgd door Chlodwig Franz.
Heywood werd beschouwd als een autoriteit op het gebied van biodiversiteit en plantensystematiek. Hij is (mede)auteur en/of redacteur van meer dan zestig boeken en vijfhonderd artikelen in wetenschappelijke tijdschriften met betrekking tot onder meer taxonomie en -systematiek van bedektzadigen (vooral van bloemplanten uit het Middellandse Zeegebied), wilde verwanten van gewassen, medicinale planten, planten die etherische olie leveren, rasterelektronenmicroscopie, ecologie, natuurbehoud, botanische tuinen en genenbanken van plantmateriaal. Hij heeft deelgenomen aan meer dan honderdvijftig symposia.
Samen met Peter Hadland Davis is Heywood de auteur van het standaardwerk Principles of Angiosperm Taxonomy. Tevens trad Heywood op als auteur en redacteur in het kader van de publicatiereeks Flora Europaea, een flora in meerdere delen die de flora van Europa in kaart brengt. In 1978 verscheen de eerste editie van de klassieker Flowering Plants of the World. In 1979 verscheen hiervan een Nederlandse vertaling onder de titel Bloeiende planten van de wereld. In 2007 verscheen de opvolger van Flowering Plants of the World onder de titel Flowering Plant Families of the World bij Kew Publishing, de uitgeverij van de Royal Botanic Gardens, Kew. In dit werk nam het aantal beschreven bloemplantenfamilies toe van 306 naar 506 ten opzichte van zijn voorganger.
Heywood ontving meerdere prijzen en onderscheidingen. In 1987 onderscheidde de Linnean Society of London hem met de Linnean Medal. Planta Europa onderscheidde hem in 2007 met de Linnaeus Award. Op 10 januari 2006 vond in de bibliotheek van de Linnean Society of London de presentatie plaats van Taxonomy and Plant Conservation, een boek dat is opgedragen aan Heywood. Hij was corresponderend lid van de Botanical Society of America, de American Society of Plant Taxonomists, de Koninklijke Nederlandse Botanische Vereniging en de Deutsche Botanische Gesellschaft. Tevens was hij lid van de Organization for the Phyto-Taxonomic Investigation of the Mediterranean Area (OPTIMA), die zich richt op de plantkunde in het Middellands Zeegebied.
Heywood is (mede)auteur van meer dan honderd botanische namen.
Hij werd 94 jaar.

## Selectie van publicaties
- Principles of Angiosperm Taxonomy; V.H. Heywood & P.H. Davis; Krieger Publishing Company (1970); ISBN 0442020112
- Flowering Plants of The World; V.H. Heywood; Oxford University Press (1978)
  - Vertaald als: Bloeiende planten van de wereld; Vernon H. Heywood; Elsevier (1979); ISBN 9010029182
- Flowering Plants of the World (updated edition); V.H. Heywood (redacteur); Oxford University Press (1993); ISBN 0195210379
- (en) V.H. Heywood, R.K. Brummitt, A. Culham & O. Seberg (2007). Flowering Plant Families of the world. Royal Botanic Gardens, Kew, Kew, Richmond. ISBN 1842461656.
- Global Biodiversity Assessment; Vernon H. Heywood (redacteur); Cambridge University Press (1995); ISBN 0521564816
- Heywood, H. Vernon 1999. Conservation of the wild relatives of native European crops. p. 146–147. In: J. Janick (ed.), Perspectives on new crops and new uses. ASHS Press, Alexandria, VA
- Heywood, V. and M. Skoula. 1999. The MEDUSA Network: Conservation and sustainable use of wild plants of the Mediterranean region. p. 148–151. In: J. Janick (ed.), Perspectives on new crops and new uses. ASHS Press, Alexandria, VA
- Towards a Global Strategy for Crop Wild Relative Conservation and Use; Shelagh Kell, Vernon Heywood & Nigel Maxted; in: Crop wild relatives 5 oktober 2005
- Botanic gardens as introduction centres for plants of economic importance – a reappraisal; Vernon H. Heywood; 3rd Global Botanic Gardens Congress (2007)